# Ladislao I de Hungría
Ladislao I (en latín: Ladislaus  I; en húngaro, I. László; en croata, Ladislav I.; c. 1040-29 de julio de 1095), llamado «el Santo» (en húngaro, Szent László; en eslovaco, Svätý Ladislav I; en polaco, Władysław I Święty) fue rey de Hungría desde 1077 y Croacia a partir de 1091 hasta su muerte. Era el segundo hijo del rey Bela I de Hungría. Después de la muerte de este último en 1063, Ladislao y su hermano mayor Geza reconocieron a su primo Salomón como el rey legítimo a cambio de recibir el ducado de su padre, que abarcaba un tercio del reino. Geza y Ladislao cooperaron con Salomón durante una década. Una leyenda popular de Ladislao que narra su lucha con un «cumano» (un merodeador nómada túrquico) que había secuestrado una niña húngara está vinculada con ese período histórico. La relación de Geza y Ladislao con Salomón se deterioró a principios de 1070 y se rebelaron contra él. Geza fue proclamado rey en 1074, pero Salomón mantuvo el control de las regiones occidentales del reino. Durante el reinado de Geza, Ladislao fue su consejero más influyente.
Geza falleció en 1077 y sus seguidores proclamaron rey a Ladislao. Salomón le resistió con la ayuda del rey Enrique IV de Alemania. Ladislao apoyó a los opositores de Enrique IV durante la querella de las investiduras. En 1081, Salomón abdicó y reconoció el reinado de Ladislao, pero conspiró para recuperar la Corona y Ladislao ordenó su encarcelamiento. El rey patrocinó la canonización de los primeros santos húngaros (entre ellos sus parientes lejanos, el rey Esteban I y su hijo el duque Emerico) en 1085. Liberó a Salomón durante la ceremonia de canonización.
En medio de una serie de guerras civiles, el objetivo principal de Ladislao fue la restauración de la seguridad pública. Introdujo una legislación más severa que castigaba a quienes violaban los derechos de propiedad con muerte o mutilación. Ocupó casi todo Croacia en 1091, lo que marcó el principio de un período de expansión territorial para el reino medieval de Hungría. Las victorias de Ladislao sobre los pechenegos y cumanos aseguraron las fronteras orientales de su reino durante unos 150 años. Su relación con la Santa Sede se deterioró durante los últimos años de su reinado, ya que los papas reclamaban Croacia como feudo, pero Ladislao rechazó sus pretensiones.
Fue canonizado el 27 de junio de 1192 por el papa Celestino III. Las leyendas lo describen como un rey-caballero piadoso, «la encarnación del ideal húngaro de la caballería». Es un santo popular en Hungría y las naciones vecinas, donde cuenta con muchas iglesias dedicadas. Su memoria litúrgica es el 27 de junio.

## Primeros años
Ladislao fue el segundo hijo del futuro rey Bela I de Hungría y su esposa Riquilda (o Adelaida), hija del rey polaco Mieszko II. Ladislao y su hermano mayor Geza nacieron en Polonia, donde Bela se había asentado en los años 1030 después de su expulsión de Hungría. Nació hacia 1040. La «constitución física y espiritual de Ladislao testificó la voluntad misericordiosa de Dios incluso en su nacimiento», según su leyenda del siglo XII. El cronista casi contemporáneo «Galo Anónimo» escribió que Ladislao fue «criado desde la infancia en Polonia» y casi se convirtió en un «polaco en sus hábitos y vida». Recibió un nombre eslavo: «Ladislao», la versión húngara del polaco Władysław/Włodzisław.
La familia de Ladislao regresó a Hungría en c. 1048. Su tío el rey Andrés I de Hungría concedió a Bela el llamado «ducado» que abarcaba una tercera parte del reino. La Crónica iluminada (Chronicon Pictum) menciona que el hijo de Andrés, Salomón, «fue ungido rey con el consentimiento del duque Bela y sus hijos Geysa [Geza] y Ladislao» en 1057 o 1058.

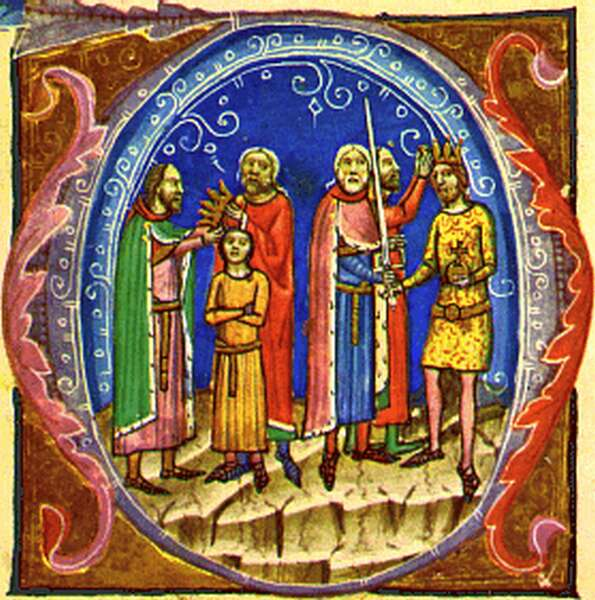
El padre de Ladislao, Bela I, es coronado rey luego de haber privado del trono a su sobrino Salomón (Crónica iluminada).

Bela había sido heredero de Andrés antes de la coronación de Salomón. En 1059 partió hacia Polonia y sus hijos le acompañaron. Volvieron con refuerzos polacos y provocaron una rebelión contra Andrés. Después de derrotarlo, Bela fue coronado rey el 6 de diciembre de 1060. Salomón abandonó el país y se refugió en el Sacro Imperio Romano Germánico. Bela I murió el 11 de septiembre de 1063, antes de que las tropas alemanas entraran en Hungría para restablecer a Salomón. Ladislao y sus hermanos Geza y Lampert volvieron a Polonia y nuevamente Salomón fue coronado rey en Székesfehérvár. Los hermanos regresaron cuando los alemanes salieron de Hungría. Para evitar otra guerra civil, firmaron un tratado con Salomón el 20 de enero de 1064 y reconocieron su reinado a cambio del ducado de su padre.

## Ducado
Ladislao y Géza probablemente dividieron la administración de su ducado; el primero parece haber recibido las regiones alrededor de Bihar (Biharia, Rumania). Ambos cooperaron con el rey Salomón entre 1064 y 1071. El relato más popular en las leyendas posteriores sobre Ladislao —su duelo con un guerrero «cumano» que secuestró a una doncella cristiana— ocurrió durante ese período de tiempo. La relación entre el rey y sus primos se volvió tensa a principios de los años 1070. Cuando Geza acompañó a Salomón en una campaña militar contra el Imperio bizantino en 1072, Ladislao se quedó con la mitad de las tropas ducales en Nyírség para «vengar a su hermano con una mano fuerte» en caso de que Salomón agrediera a Geza.
Al darse cuenta de que otra guerra civil era inevitable, el rey y los duques emprendieron negociaciones con las potencias extranjeras en busca de ayuda. Primero, Ladislao visitó el Rus de Kiev, pero regresó sin refuerzos. Luego fue a Moravia y convenció al duque Otón I de Olomouc para que lo acompañara con tropas checas. Cuando llegaron a Hungría, el ejército real ya había invadido el ducado y derrocado a las tropas de Geza en la batalla de Kemej (26 de febrero de 1074). Ladislao se encontró con su hermano huyendo en Vác y decidieron reanudar la lucha contra Salomón. Una leyenda conservada en la Crónica iluminada menciona que antes de la batalla, Ladislao «vio a plena luz del día una visión en el cielo» de un ángel colocando una corona en la cabeza de Geza. Otro episodio legendario también predijo el triunfo de los duques sobre el rey: un «armiño del blanco más puro» saltó de un arbusto espinoso a la lanza de Ladislao y luego sobre su pecho. La decisiva batalla de Mogyoród se libró el 14 de marzo de 1074 y en esta Ladislao comandó «las tropas de Byhor» en el flanco izquierdo. Salomón fue derrotado, pero en lugar de rendirse a sus primos escapó a la frontera occidental del reino en busca de ayuda de su cuñado el rey Enrique IV de Alemania.
Geza fue proclamado rey, pero Salomón se estableció en Moson y Presburgo (Bratislava, Eslovaquia). Durante el reinado de su hermano, Ladislao administró el ducado de su padre. Repelió un ataque de Salomón contra Nyitra (Nitra, Eslovaquia) en agosto o septiembre de 1074, pero no pudo conquistar Presburgo. Ladislao también fue el principal consejero de su hermano. La leyenda dice que Geza decidió construir una iglesia dedicada a la Virgen María en Vác, después de que Ladislao le explicó el significado de la aparición asombrosa de un ciervo rojo en el lugar donde se erigiría la parroquia:

Mientras [el rey Geza y el duque Ladislao] estaban de pie en un lugar cercano a Vác, donde ahora está la iglesia del bendito apóstol Pedro, un ciervo les apareció con muchas velas encendidas en sus cuernos y comenzó a correr rápidamente delante de ellos hacia la madera y, en el lugar donde ahora está el monasterio, se detuvo y permaneció de pie. Cuando los soldados dispararon sus flechas, saltó al Danubio y no lo vieron más. En esta visión el beato Ladislao dijo: «Verdaderamente eso no era un ciervo, sino un ángel de Dios». Y el rey [Geza] dijo: «Dime, hermano querido, qué pueden significar las velas que vimos arder en los cuernos del ciervo». El beato Ladislao respondió: «No son cuernos, sino alas, no son velas ardientes, sino plumas brillantes, [que] nos han demostrado que debemos construir la iglesia de la Santísima Virgen en el lugar donde colocó sus pies y no en otra parte».
Crónica iluminada. 

## Reinado

### Consolidación (1077-1085)
Geza I falleció el 25 de abril de 1077. Como los hijos de Geza —Colomán y Álmos— eran menores de edad, sus partidarios proclamaron rey a Ladislaus. «Galo Anónimo» indicó que el rey Boleslao II de Polonia «expulsó» a Salomón «desde Hungría con sus fuerzas y puso [a Ladislao] en el trono»; Boleslao II incluso dijo que Ladislao también era «su rey». Aunque la Crónica iluminada manifiesta que Ladislao «nunca colocó la corona sobre su cabeza, porque deseaba una corona celestial más que la corona terrenal de un rey mortal», sus monedas lo representan con una, lo que sugiere que Ladislao fue coronado hacia 1078. Poco después de su proclamación, Ladislao promulgó dos libros de leyes que incorporaban las decisiones de una asamblea de los «magnates del reino» celebrada en Pannonhalma. La mayoría de estas leyes eran medidas draconianas para defender la propiedad privada, lo que demuestra que Ladislao se centró principalmente en la consolidación y seguridad internas durante los primeros años de su reinado. Las personas capturadas por robo eran ejecutadas e incluso los delincuentes que cometían delitos menores contra los derechos de propiedad fueron cegados o vendidos como esclavos. Otras leyes regulaban procedimientos judiciales y asuntos económicos, como la emisión de órdenes judiciales y el monopolio real sobre el comercio de la sal.

Si alguien, hombre libre o esclavo, es atrapado robando, será ahorcado. Pero si huye a la iglesia para evadir la horca, será sacado de la iglesia y cegado. Un esclavo atrapado robando, si no huye a la iglesia, será ahorcado; el propietario de los bienes robados tendrá una pérdida en los bienes robados. [Para] los hijos e hijas de un hombre libre atrapado robando [y] que huyó a la iglesia, tomado y cegado[:] si tienen diez años o menos, conservarán su libertad; pero si son mayores de diez años, serán reducidos a la servidumbre y perderán su[s] propiedad[es]. Un siervo o un hombre libre que robe un ganso o una gallina perderá un ojo y restaurará lo que ha robado.
Leyes del rey Ladislao I. 

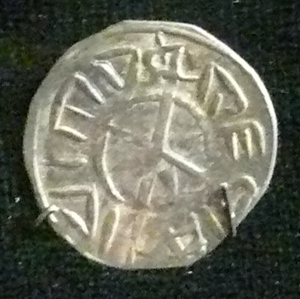
Denario acuñado en el reinado de Ladislao I.

La Crónica iluminada afirma que Ladislao planeaba «restaurar el reino» a Salomón y «él mismo [en] el ducado», pero casi todas las fuentes contemporáneas contradicen este informe. Ladislao se acercó al papa Gregorio VII, el principal opositor de Enrique IV de Alemania, aliado de Salomón. A petición del pontífice, Ladislao protegió a los nobles bávaros que se habían rebelado contra Enrique IV. En 1078 o 1079, Ladislao se casó con Adelaida, hija de Rodolfo de Suabia —a quien los príncipes alemanes habían elegido para tomar el lugar de Enrique IV como rey—. Ladislao apoyó a Leopoldo II, margrave de Austria, quien también se rebeló contra Enrique IV; sin embargo, el monarca alemán obligó a Leopoldo II a rendirse en mayo de 1078.
Aprovechando los conflictos internos en el Sacro Imperio, Ladislao sitió y capturó la fortaleza de Moson de Salomón a principios de 1079. No obstante, Enrique IV irrumpió en las zonas occidentales de Hungría y aseguró el poder de Salomón. La invasión alemana también impidió que Ladislao ayudara a Boleslao II, quien huyó a Hungría después de que sus súbditos lo expulsaron de Polonia. Ladislao inició las negociaciones con Salomón, pues este último había abdicado a su favor en 1080 o 1081 a cambio de «ingresos suficientes para sufragar los gastos de un rey». Sin embargo, Salomón pronto comenzó a conspirar contra Ladislao y este último ordenó su encarcelamiento.
Los cinco primeros santos húngaros, entre ellos el primer rey de Hungría —Esteban I— y su hijo —Emerico—, fueron canonizados durante el reinado de Ladislao. Los historiadores indican que la canonización de Esteban I demuestra la magnanimidad de Ladislao, porque su abuelo Basilio (Vazul) fue cegado por las órdenes de Esteban I en los años 1030. László Kontler argumentó que la ceremonia de canonización celebrada en agosto de 1083 también fue un acto político, ya que representó el «compromiso de Ladislao para preservar y fortalecer» al Estado católico. Incluso Ladislao dedicó un recién construido monasterio benedictino —la abadía Szentjobb/Sâniob— al brazo derecho de Esteban I, conocido como la «Santa Diestra», que milagrosamente fue encontrado intacto. Ladislao soltó a Salomón en el momento de la ceremonia; la leyenda narra que la tumba de Esteban I no pudo abrirse hasta la liberación.

[El] Señor, para mostrar cuán misericordioso había sido [el rey Esteban I] mientras vivía en un cuerpo mortal, demostró su aprobación [de la revelación de Esteban como un santo] antes de las demás obras cuando [el rey] estaba reinando [al lado de] Cristo hasta el punto de que durante tres días [varios hombres] intentaron con sus fuerzas levantar su santo cuerpo, [pero] de ninguna manera se movía de su lugar. Porque en aquel tiempo, debido a los pecados, surgió una grave discordia entre el mencionado rey Ladislao y su primo Salomón, por lo cual, Salomón, capturado, fue retenido en cárcel. Por tanto, cuando trataron en vano de levantar el cuerpo, una cierta ermitaña en la iglesia del Santo Salvador en Bökénysomlyó, con el nombre de Karitas, cuya famosa vida en el momento se tuvo en estima, confió al rey por una revelación hecha para ella desde el cielo que [sus esfuerzos] eran en vano; sería imposible transferir las reliquias del rey santo hasta que fuera ofrecido perdón incondicional a Salomón, liberándolo del confinamiento de la prisión. Y así, sacándolo de la prisión y repitiendo el ayuno de tres días, hasta que llegó el tercer día para la transferencia de los restos sagrados, la piedra que estaba sobre la tumba fue levantada con tanta facilidad como si no hubiera tenido peso antes.
La vida del santo rey Esteban de Hungría por Arduino. 

Después de su liberación, Salomón hizo un esfuerzo final para recuperar el trono. Persuadió a un líder pechenego —Kutesk— de invadir Hungría en 1085. Ladislao derrotó a los invasores en los cursos superiores del río Tisza.

### Expansión (1085-1092)

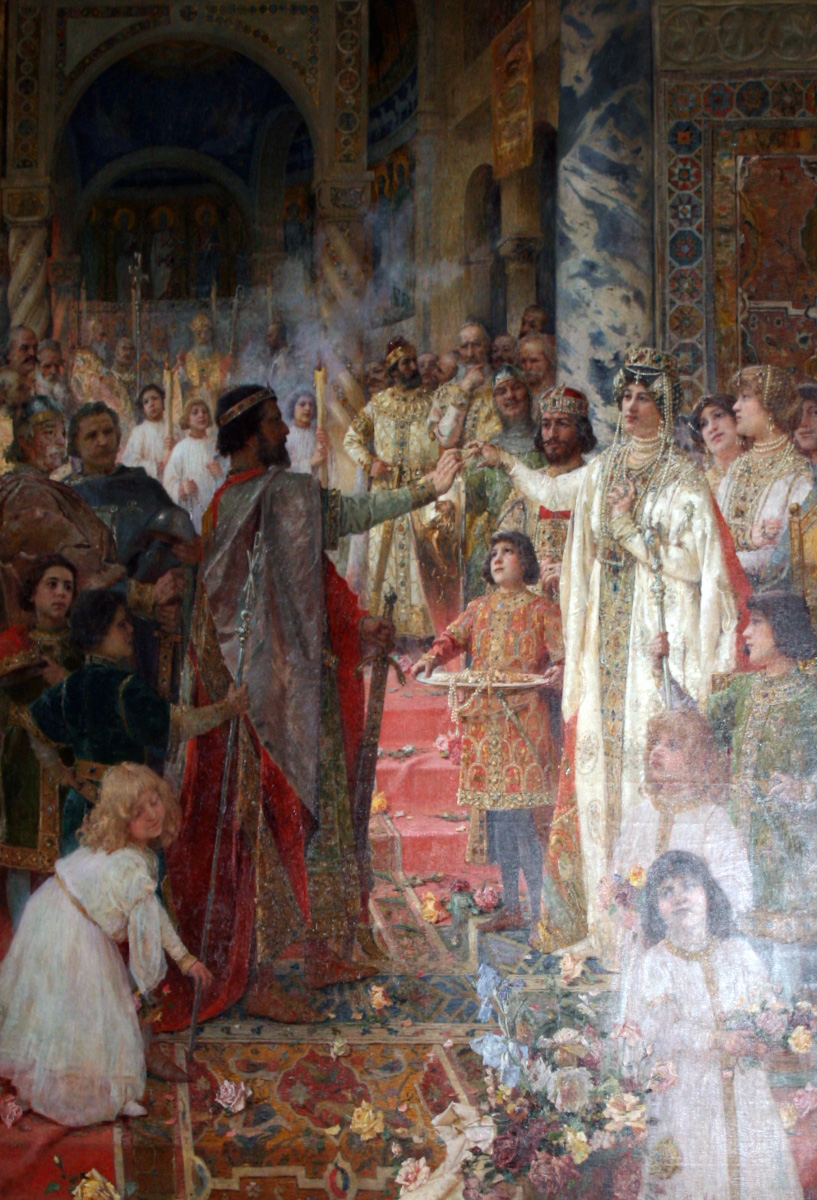
Desposorio del rey Zvonimir (Mato Celestin Medović, c. 1910).

En agosto de 1087, los príncipes alemanes que se oponían al reinado de Enrique IV organizaron una conferencia en Espira. El cronista contemporáneo Bernoldo de Constanza mencionó que Ladislao envió representantes a la reunión y «prometió [a los príncipes] que les ayudaría con 20 000 caballeros, si fuera necesario». Ladislao también reconoció al papa Víctor III como el papa legítimo, en lugar de Clemente III, quien fue elegido papa por iniciativa de Enrique IV. Sin embargo, Ladislao no proporcionó más apoyo a los opositores de Enrique IV después de que se le informó sobre la muerte de Salomón en 1087.
Helena —esposa del rey croata Demetrius Zvonimir— era hermana de Ladislao. Después de la muerte de Zvonimir y su sucesor, Esteban II, un conflicto surgió entre las facciones de los nobles croatas. A petición su hermana, Ladislao intervino en el asunto e invadió Croacia en 1091. El mismo año, escribió a Oderizio —abad de Montecassino en Italia— sobre la intervención militar. La crónica Tomás el archidiácono describe cómo Ladislao «ocupó toda la tierra desde el río Drava hasta las montañas llamadas los Alpes de Hierro sin encontrar oposición». Sin embargo, sus oponentes coronaron a un noble local, Petar Svačić. El nuevo soberano luchó en las montañas Gvozd e impidió la conquista completa de Croacia. Ladislao designó a su sobrino Álmos en la administración del territorio ocupado. Alrededor del mismo tiempo, el rey húngaro estableció una diócesis independiente en Eslavonia con sede en Zagreb. El obispo de la nueva sede se convirtió en el sufragáneo del arzobispo de Esztergom en Hungría.
En una carta a Oderizio, Ladislao admitió que no podía «promover la causa de dignidades terrenales sin cometer graves pecados». El historiador Bálint Hóman argumentó que Ladislao se refería a un conflicto con el papa Urbano II, pues este último se opuso al rechazo del rey húngaro a reconocer la suzeranía de la Santa Sede sobre Croacia. En la carta, Ladislao se autodenominaba «rey de los húngaros y de Messia». El historiador Ferenc Makk aseguró que este último título se refería a Mesia, lo que implica que Ladislao había tomado las regiones entre los ríos Gran Morava y Drina en el Imperio bizantino. Ningún documento independiente conocido menciona la ocupación de Mesia por Ladislao; según la hipótesis de los historiadores, si el rey húngaro logró ocupar la región la perdió al poco tiempo. Alexandru Madgearu indicó que el término «Messia» debe asociarse con Bosnia, que fue ocupada durante la campaña de Ladislao contra Croacia.
Los cumanos invadieron y saquearon la parte oriental del reino en 1091 o 1092. Makk sostuvo que los bizantinos persuadieron a estos nómadas a atacar Hungría, mientras que la Crónica iluminada afirma que los cumanos fueron incitados por los «rutenos». Como represalia —la crónica continúa—, Ladislao invadió los principados rusos vecinos y forzó a los «rutenos» a rogar «misericordia» y prometer «que le serían fieles en todas las cosas». Ninguna crónica del Rus ha documentado esta la acción militar.
Bernoldo de Constanza escribió que el duque Güelfo I de Baviera evitó asistir a una conferencia que el emperador Enrique IV «había concertado con el rey de los húngaros» en diciembre de 1092. Una carta escrita por Enrique IV menciona «la alianza en la cual [él] una vez entró» con Ladislao. El papa Urbano II también mencionó que los húngaros «dejaron [a] los pastores de su salvación», lo que implica que Ladislao había cambiado de bando y reconoció la legitimidad del antipapa Clemente III. En el acta de la abadía benedictina de Somogyvár, Ladislao declaró que el abad debía serle obediente; esto demuestra que el rey húngaro se opuso a la independencia de la iglesia, que era demandada por la reforma gregoriana. Ladislao presidió personalmente una asamblea de prelados húngaros reunidos en Szabolcs el 21 de mayo de 1091. El sínodo reconoció la legitimidad del primer matrimonio de un clérigo, en contraste con los requisitos del Derecho canónico que establecen que los miembros del clero no pueden casarse. Según una teoría académica, las diócesis de Kalocsa y Bihar fueron trasladadas a Bács (Bač, Serbia) y Nagyvárad (Oradea, Rumania), respectivamente, durante el reinado de Ladislao.

### Últimos años (1092-1095)

El Reino de Hungría en los años 1090.

Ladislao intervino en el conflicto que enfrentó a Vladislao I Herman, duque de Polonia, y a su hijo ilegítimo, Zbigniew, tomando partido por este. Se dirigió a Polonia y en 1093 capturó al hijo menor de Vladislao I Herman, Boleslao. Por exigencia de Ladislao, Vladislao I Herman declaró hijo legítimo a Zbigniew. La Crónica iluminada también menciona que las tropas húngaras capturaron Cracovia durante la campaña de Ladislao, pero la credibilidad de este informe ha sido cuestionada.
La Crónica iluminada afirma que «los mensajeros de Francia y de España, de Inglaterra y Gran Bretaña y, especialmente, de Willermus, hermano del rey de los francos» visitaron a Ladislao en Bodrog (cerca del actual Bački Monoštor, Serbia) y le pidieron que dirigiera una cruzada a Tierra Santa. Según el historiador Gábor Klaniczay, la leyenda dice que Ladislao decidió «ir a Jerusalén y allí morir para Cristo». Esta historia fue inventada, probablemente durante el reinado del rey Bela III de Hungría (quien sí planeaba dirigir una cruzada a Tierra Santa en los años 1190). Sin embargo, Ladislao planeaba invadir Bohemia porque quería ayudar a los hijos de su hermana Eufemia, Svatopluk y Otón. Se enfermó gravemente antes de llegar a Moravia. La Crónica iluminada narra que Ladislao —quien no tenía hijos— «convocó a sus principales hombres» y les dijo que el hijo menor de su hermano —Álmos— «debería reinar después de él».
Murió cerca de la frontera húngaro-bohemia (posiblemente en Nitra) el 29 de julio de 1095. Una bula del papa Pascual II en 1106 afirma que el «venerable cuerpo de Ladislao» descansaba en la abadía de Somogyvár, lo que implica que había sido enterrado en esa localidad. Por otra parte, la «leyenda» de Ladislao de finales del siglo XII describe que sus sirvientes lo enterraron en Székesfehérvár, pero el carro que llevaba su cuerpo «salió a Várad por sí solo, sin ayuda de algún animal de carga».

## Matrimonios

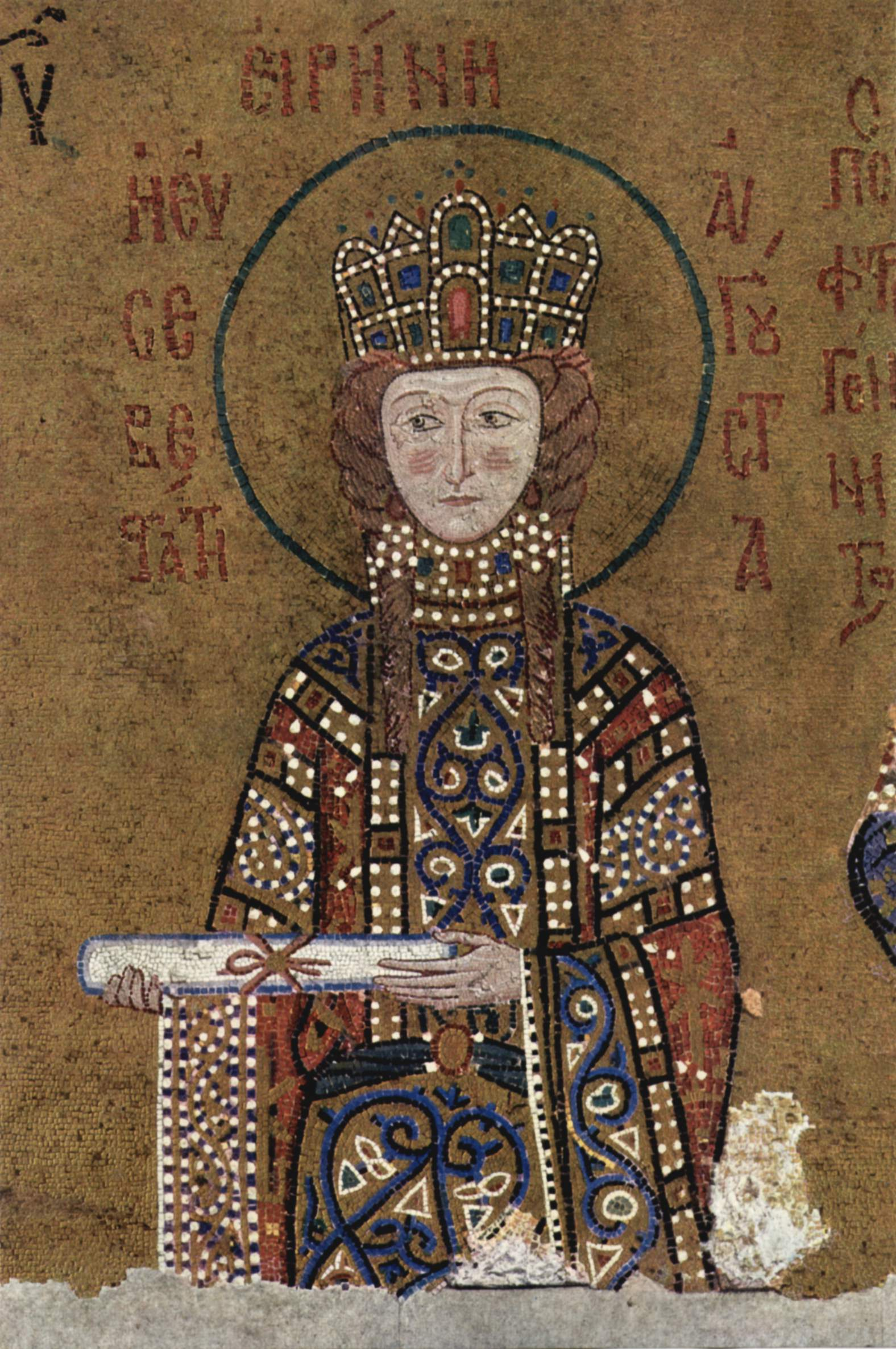
Piroska —hija de Ladislao— era conocida como la emperatriz Irene en el Imperio bizantino. Mosaico en la basílica de Santa Sofía en Estambul (Turquía); es venerada como santa Irene por la Iglesia ortodoxa.

El historiador Gyula Kristó aseguró que Ladislao tuvo una primera esposa, pero su nombre y familia no se conocen. Ella dio a luz a una hija, cuyo nombre es también desconocido. Esta hija se casó con el príncipe Yaroslav Sviatopólich de Volinia hacia 1090. Ladislaus se casó por segunda vez en 1078, con Adelaida —hija del antirrey alemán Rodolfo de Suabia. Su única hija conocida —Piroska (Irene)— se casó con el emperador bizantino Juan II Comneno en 1105 o 1106.
La siguiente genealogía presenta los antepasados de Colomán de Hungría y sus familiares mencionados en el artículo:
| Dama del clan Tátony    | Dama del clan Tátony    | Dama del clan Tátony    | Dama del clan Tátony    | Dama del clan Tátony    | Dama del clan Tátony    |  |  | Basilio (Vazul)       | Basilio (Vazul)       | Basilio (Vazul)       | Basilio (Vazul)       | Basilio (Vazul)                  | Basilio (Vazul)                  |                                  |                                  |                                  |                                  |                   |                   |                   |                   |      |      |                           |                           |                           |                           |                           |                           |                 |                 |                    |                    |                    |                    |                                                  |                                                  |                                                  |                                                  |                                                  |                                                  |         |         |         |         |  |  |        |        |        |        |        |        |  |  |                                                          |                                                          |                                                          |                                                          |                                                          |                                                          |  |  |
| Dama del clan Tátony    | Dama del clan Tátony    | Dama del clan Tátony    | Dama del clan Tátony    | Dama del clan Tátony    | Dama del clan Tátony    |  |  | Basilio (Vazul)       | Basilio (Vazul)       | Basilio (Vazul)       | Basilio (Vazul)       | Basilio (Vazul)                  | Basilio (Vazul)                  |                                  |                                  |                                  |                                  |                   |                   |                   |                   |      |      |                           |                           |                           |                           |                           |                           |                 |                 |                    |                    |                    |                    |                                                  |                                                  |                                                  |                                                  |                                                  |                                                  |         |         |         |         |  |  |        |        |        |        |        |        |  |  |                                                          |                                                          |                                                          |                                                          |                                                          |                                                          |  |  |
|                         |                         |                         |                         |                         |                         |  |  |                       |                       |                       |                       |                                  |                                  |                                  |                                  |                                  |                                  |                   |                   |                   |                   |      |      |                           |                           |                           |                           |                           |                           |                 |                 |                    |                    |                    |                    |                                                  |                                                  |                                                  |                                                  |                                                  |                                                  |         |         |         |         |  |  |        |        |        |        |        |        |  |  |                                                          |                                                          |                                                          |                                                          |                                                          |                                                          |  |  |
|                         |                         |                         |                         |                         |                         |  |  |                       |                       |                       |                       |                                  |                                  |                                  |                                  |                                  |                                  |                   |                   |                   |                   |      |      |                           |                           |                           |                           |                           |                           |                 |                 |                    |                    |                    |                    |                                                  |                                                  |                                                  |                                                  |                                                  |                                                  |         |         |         |         |  |  |        |        |        |        |        |        |  |  |                                                          |                                                          |                                                          |                                                          |                                                          |                                                          |  |  |
| Andrés I (r. 1046-1060) | Andrés I (r. 1046-1060) | Andrés I (r. 1046-1060) | Andrés I (r. 1046-1060) | Andrés I (r. 1046-1060) | Andrés I (r. 1046-1060) |  |  | Bela I (r. 1060-1063) | Bela I (r. 1060-1063) | Bela I (r. 1060-1063) | Bela I (r. 1060-1063) | Bela I (r. 1060-1063)            | Bela I (r. 1060-1063)            |                                  |                                  | Riquilda/Adelaida                | Riquilda/Adelaida                | Riquilda/Adelaida | Riquilda/Adelaida | Riquilda/Adelaida | Riquilda/Adelaida |      |      |                           |                           |                           |                           |                           |                           |                 |                 |                    |                    |                    |                    |                                                  |                                                  |                                                  |                                                  |                                                  |                                                  |         |         |         |         |  |  |        |        |        |        |        |        |  |  |                                                          |                                                          |                                                          |                                                          |                                                          |                                                          |  |  |
| Andrés I (r. 1046-1060) | Andrés I (r. 1046-1060) | Andrés I (r. 1046-1060) | Andrés I (r. 1046-1060) | Andrés I (r. 1046-1060) | Andrés I (r. 1046-1060) |  |  | Bela I (r. 1060-1063) | Bela I (r. 1060-1063) | Bela I (r. 1060-1063) | Bela I (r. 1060-1063) | Bela I (r. 1060-1063)            | Bela I (r. 1060-1063)            |                                  |                                  | Riquilda/Adelaida                | Riquilda/Adelaida                | Riquilda/Adelaida | Riquilda/Adelaida | Riquilda/Adelaida | Riquilda/Adelaida |      |      |                           |                           |                           |                           |                           |                           |                 |                 |                    |                    |                    |                    |                                                  |                                                  |                                                  |                                                  |                                                  |                                                  |         |         |         |         |  |  |        |        |        |        |        |        |  |  |                                                          |                                                          |                                                          |                                                          |                                                          |                                                          |  |  |
|                         |                         |                         |                         |                         |                         |  |  |                       |                       |                       |                       |                                  |                                  |                                  |                                  |                                  |                                  |                   |                   |                   |                   |      |      |                           |                           |                           |                           |                           |                           |                 |                 |                    |                    |                    |                    |                                                  |                                                  |                                                  |                                                  |                                                  |                                                  |         |         |         |         |  |  |        |        |        |        |        |        |  |  |                                                          |                                                          |                                                          |                                                          |                                                          |                                                          |  |  |
|                         |                         |                         |                         |                         |                         |  |  |                       |                       |                       |                       |                                  |                                  |                                  |                                  |                                  |                                  |                   |                   |                   |                   |      |      |                           |                           |                           |                           |                           |                           |                 |                 |                    |                    |                    |                    |                                                  |                                                  |                                                  |                                                  |                                                  |                                                  |         |         |         |         |  |  |        |        |        |        |        |        |  |  |                                                          |                                                          |                                                          |                                                          |                                                          |                                                          |  |  |
| Salomón (r. 1063-1074)  | Salomón (r. 1063-1074)  | Salomón (r. 1063-1074)  | Salomón (r. 1063-1074)  | Salomón (r. 1063-1074)  | Salomón (r. 1063-1074)  |  |  | Geza I (r. 1074-1077) | Geza I (r. 1074-1077) | Geza I (r. 1074-1077) | Geza I (r. 1074-1077) | Geza I (r. 1074-1077)            | Geza I (r. 1074-1077)            |                                  |                                  | desconocida*                     | desconocida*                     | desconocida*      | desconocida*      | desconocida*      | desconocida*      |      |      | Ladislao I (r. 1077-1095) | Ladislao I (r. 1077-1095) | Ladislao I (r. 1077-1095) | Ladislao I (r. 1077-1095) | Ladislao I (r. 1077-1095) | Ladislao I (r. 1077-1095) |                 |                 | Adelaida de Suabia | Adelaida de Suabia | Adelaida de Suabia | Adelaida de Suabia | Adelaida de Suabia                               | Adelaida de Suabia                               |                                                  |                                                  | Lampert                                          | Lampert                                          | Lampert | Lampert | Lampert | Lampert |  |  | Helena | Helena | Helena | Helena | Helena | Helena |  |  | Demetrio Zvonimir de Croacia (rey de Croacia, 1076-1089) | Demetrio Zvonimir de Croacia (rey de Croacia, 1076-1089) | Demetrio Zvonimir de Croacia (rey de Croacia, 1076-1089) | Demetrio Zvonimir de Croacia (rey de Croacia, 1076-1089) | Demetrio Zvonimir de Croacia (rey de Croacia, 1076-1089) | Demetrio Zvonimir de Croacia (rey de Croacia, 1076-1089) |  |  |
| Salomón (r. 1063-1074)  | Salomón (r. 1063-1074)  | Salomón (r. 1063-1074)  | Salomón (r. 1063-1074)  | Salomón (r. 1063-1074)  | Salomón (r. 1063-1074)  |  |  | Geza I (r. 1074-1077) | Geza I (r. 1074-1077) | Geza I (r. 1074-1077) | Geza I (r. 1074-1077) | Geza I (r. 1074-1077)            | Geza I (r. 1074-1077)            |                                  |                                  | desconocida*                     | desconocida*                     | desconocida*      | desconocida*      | desconocida*      | desconocida*      |      |      | Ladislao I (r. 1077-1095) | Ladislao I (r. 1077-1095) | Ladislao I (r. 1077-1095) | Ladislao I (r. 1077-1095) | Ladislao I (r. 1077-1095) | Ladislao I (r. 1077-1095) |                 |                 | Adelaida de Suabia | Adelaida de Suabia | Adelaida de Suabia | Adelaida de Suabia | Adelaida de Suabia                               | Adelaida de Suabia                               |                                                  |                                                  | Lampert                                          | Lampert                                          | Lampert | Lampert | Lampert | Lampert |  |  | Helena | Helena | Helena | Helena | Helena | Helena |  |  | Demetrio Zvonimir de Croacia (rey de Croacia, 1076-1089) | Demetrio Zvonimir de Croacia (rey de Croacia, 1076-1089) | Demetrio Zvonimir de Croacia (rey de Croacia, 1076-1089) | Demetrio Zvonimir de Croacia (rey de Croacia, 1076-1089) | Demetrio Zvonimir de Croacia (rey de Croacia, 1076-1089) | Demetrio Zvonimir de Croacia (rey de Croacia, 1076-1089) |  |  |
|                         |                         |                         |                         |                         |                         |  |  |                       |                       |                       |                       |                                  |                                  |                                  |                                  |                                  |                                  |                   |                   |                   |                   |      |      |                           |                           |                           |                           |                           |                           |                 |                 |                    |                    |                    |                    |                                                  |                                                  |                                                  |                                                  |                                                  |                                                  |         |         |         |         |  |  |        |        |        |        |        |        |  |  |                                                          |                                                          |                                                          |                                                          |                                                          |                                                          |  |  |
|                         |                         |                         |                         |                         |                         |  |  |                       |                       |                       |                       | Yaroslav Sviatopólich de Volinia | Yaroslav Sviatopólich de Volinia | Yaroslav Sviatopólich de Volinia | Yaroslav Sviatopólich de Volinia | Yaroslav Sviatopólich de Volinia | Yaroslav Sviatopólich de Volinia |                   |                   | hija              | hija              | hija | hija | hija                      | hija                      |                           |                           | Piroska (Irene)           | Piroska (Irene)           | Piroska (Irene) | Piroska (Irene) | Piroska (Irene)    | Piroska (Irene)    |                    |                    | Juan II Comneno (emperador bizantino, 1118-1143) | Juan II Comneno (emperador bizantino, 1118-1143) | Juan II Comneno (emperador bizantino, 1118-1143) | Juan II Comneno (emperador bizantino, 1118-1143) | Juan II Comneno (emperador bizantino, 1118-1143) | Juan II Comneno (emperador bizantino, 1118-1143) |         |         |         |         |  |  |        |        |        |        |        |        |  |  |                                                          |                                                          |                                                          |                                                          |                                                          |                                                          |  |  |
|                         |                         |                         |                         |                         |                         |  |  |                       |                       |                       |                       | Yaroslav Sviatopólich de Volinia | Yaroslav Sviatopólich de Volinia | Yaroslav Sviatopólich de Volinia | Yaroslav Sviatopólich de Volinia | Yaroslav Sviatopólich de Volinia | Yaroslav Sviatopólich de Volinia |                   |                   | hija              | hija              | hija | hija | hija                      | hija                      |                           |                           | Piroska (Irene)           | Piroska (Irene)           | Piroska (Irene) | Piroska (Irene) | Piroska (Irene)    | Piroska (Irene)    |                    |                    | Juan II Comneno (emperador bizantino, 1118-1143) | Juan II Comneno (emperador bizantino, 1118-1143) | Juan II Comneno (emperador bizantino, 1118-1143) | Juan II Comneno (emperador bizantino, 1118-1143) | Juan II Comneno (emperador bizantino, 1118-1143) | Juan II Comneno (emperador bizantino, 1118-1143) |         |         |         |         |  |  |        |        |        |        |        |        |  |  |                                                          |                                                          |                                                          |                                                          |                                                          |                                                          |  |  |

* De acuerdo con una teoría de los académicos, Ladislao tuvo dos esposas.

## Ascendencia
| \| \| \| \| \| \| \| \| \| \| \| \| \| \| \| \| \| \| \| \| 16. Taksony de Hungría \| \| \| \| \| \| \| \| \| \| \| \| \| \| \| \| \| \| \| \| \| \| \| \| \| \| \| \| \| \| \| \| \| \| \| \| \| \| \| \| \| \| \| \| \| \| \| \| \| \| \| \| \| \| 8. Miguel de Hungría \| \| \| \| \| \| \| \| \| \| \| \| \| \| \| \| \| \| \| \| \| \| \| \| \| \| \| \| \| \| \| \| \| \| \| \| \| \| \| \| \| \| \| \| \| \| \| \| \| \| \| \| \| \| 17. mujer «cumana» \| \| \| \| \| \| \| \| \| \| \| \| \| \| \| \| \| \| \| \| \| \| \| \| \| \| \| \| \| \| \| \| \| \| \| \| \| \| \| \| \| \| \| \| \| \| \| \| \| \| \| \| \| \| 4. Basilio \| \| \| \| \| \| \| \| \| \| \| \| \| \| \| \| \| \| \| \| \| \| \| \| \| \| \| \| \| \| \| \| \| \| \| \| \| \| \| \| \| \| \| \| \| \| \| \| \| \| \| \| \| \| 2. Bela I de Hungría \| \| \| \| \| \| \| \| \| \| \| \| \| \| \| \| \| \| \| \| \| \| \| \| \| \| \| \| \| \| \| \| \| \| \| \| \| \| \| \| \| \| \| \| \| \| \| \| \| \| \| \| \| \| 5. Dama del clan Tátony \| \| \| \| \| \| \| \| \| \| \| \| \| \| \| \| \| \| \| \| \| \| \| \| \| \| \| \| \| \| \| \| \| \| \| \| \| \| \| \| \| \| \| \| \| \| \| \| \| \| \| \| \| \| 1. Ladislao I de Hungría \| \| \| \| \| \| \| \| \| \| \| \| \| \| \| \| \| \| \| \| \| \| \| \| \| \| \| \| \| \| \| \| \| \| \| \| \| \| \| \| \| \| \| \| \| \| \| \| \| \| \| \| \| \| 24. Miecislao I de Polonia \| \| \| \| \| \| \| \| \| \| \| \| \| \| \| \| \| \| \| \| \| \| \| \| \| \| \| \| \| \| \| \| \| \| \| \| \| \| \| \| \| \| \| \| \| \| \| \| \| \| \| \| \| \| 12. Boleslao I de Polonia \| \| \| \| \| \| \| \| \| \| \| \| \| \| \| \| \| \| \| \| \| \| \| \| \| \| \| \| \| \| \| \| \| \| \| \| \| \| \| \| \| \| \| \| \| \| \| \| \| \| \| \| \| \| 25. Dubravka de Bohemia \| \| \| \| \| \| \| \| \| \| \| \| \| \| \| \| \| \| \| \| \| \| \| \| \| \| \| \| \| \| \| \| \| \| \| \| \| \| \| \| \| \| \| \| \| \| \| \| \| \| \| \| \| \| 6. Miecislao II Lampert de Polonia \| \| \| \| \| \| \| \| \| \| \| \| \| \| \| \| \| \| \| \| \| \| \| \| \| \| \| \| \| \| \| \| \| \| \| \| \| \| \| \| \| \| \| \| \| \| \| \| \| \| \| \| \| \| 26. Dobromir \| \| \| \| \| \| \| \| \| \| \| \| \| \| \| \| \| \| \| \| \| \| \| \| \| \| \| \| \| \| \| \| \| \| \| \| \| \| \| \| \| \| \| \| \| \| \| \| \| \| \| \| \| \| 13. Emnilda \| \| \| \| \| \| \| \| \| \| \| \| \| \| \| \| \| \| \| \| \| \| \| \| \| \| \| \| \| \| \| \| \| \| \| \| \| \| \| \| \| \| \| \| \| \| \| \| \| \| \| \| \| \| 3. Riquilda de Polonia \| \| \| \| \| \| \| \| \| \| \| \| \| \| \| \| \| \| \| \| \| \| \| \| \| \| \| \| \| \| \| \| \| \| \| \| \| \| \| \| \| \| \| \| \| \| \| \| \| \| \| \| \| \| 14. Ezzo de Lotaringia \| \| \| \| \| \| \| \| \| \| \| \| \| \| \| \| \| \| \| \| \| \| \| \| \| \| \| \| \| \| \| \| \| \| \| \| \| \| \| \| \| \| \| \| \| \| \| \| \| \| \| \| \| \| 7. Riquilda de Lotaringia \| \| \| \| \| \| \| \| \| \| \| \| \| \| \| \| \| \| \| \| \| \| \| \| \| \| \| \| \| \| \| \| \| \| \| \| \| \| \| \| \| \| \| \| \| \| \| \| \| \| \| \| \| \| 30. Otón II \| \| \| \| \| \| \| \| \| \| \| \| \| \| \| \| \| \| \| \| \| \| \| \| \| \| \| \| \| \| \| \| \| \| \| \| \| \| \| \| \| \| \| \| \| \| \| \| \| \| \| \| \| \| 15. Matilde de Lotaringia \| \| \| \| \| \| \| \| \| \| \| \| \| \| \| \| \| \| \| \| \| \| \| \| \| \| \| \| \| \| \| \| \| \| \| \| \| \| \| \| \| \| \| \| \| \| \| \| \| \| \| \| \| \| 31. Teofania Skleraina \| \| \| \| \| \| \| \| \| \| \| \| \| \| \| \| \| \| \| \| \| \| \| \| \| \| \| \| \| \| \| \| \| \| \| \| \| \| \| \| \| \| \| \| \| \| \| \| \| \| \| \| |                                    |  |  |  |  |  |  |  |  |  |  |  |  |  |  |  |
| |                                    |  |  |  |  |  |  |  |  |  |  |  |  |  |  |  |
| | 16. Taksony de Hungría             |  |  |  |  |  |  |  |  |  |  |  |  |  |  |  |
| |                                    |  |  |  |  |  |  |  |  |  |  |  |  |  |  |  |
| |                                    |  |  |  |  |  |  |  |  |  |  |  |  |  |  |  |
| | 8. Miguel de Hungría               |  |  |  |  |  |  |  |  |  |  |  |  |  |  |  |
| |                                    |  |  |  |  |  |  |  |  |  |  |  |  |  |  |  |
| |                                    |  |  |  |  |  |  |  |  |  |  |  |  |  |  |  |
| | 17. mujer «cumana»                 |  |  |  |  |  |  |  |  |  |  |  |  |  |  |  |
| |                                    |  |  |  |  |  |  |  |  |  |  |  |  |  |  |  |
| |                                    |  |  |  |  |  |  |  |  |  |  |  |  |  |  |  |
| | 4. Basilio                         |  |  |  |  |  |  |  |  |  |  |  |  |  |  |  |
| |                                    |  |  |  |  |  |  |  |  |  |  |  |  |  |  |  |
| |                                    |  |  |  |  |  |  |  |  |  |  |  |  |  |  |  |
| | 2. Bela I de Hungría               |  |  |  |  |  |  |  |  |  |  |  |  |  |  |  |
| |                                    |  |  |  |  |  |  |  |  |  |  |  |  |  |  |  |
| |                                    |  |  |  |  |  |  |  |  |  |  |  |  |  |  |  |
| | 5. Dama del clan Tátony            |  |  |  |  |  |  |  |  |  |  |  |  |  |  |  |
| |                                    |  |  |  |  |  |  |  |  |  |  |  |  |  |  |  |
| |                                    |  |  |  |  |  |  |  |  |  |  |  |  |  |  |  |
| | 1. Ladislao I de Hungría           |  |  |  |  |  |  |  |  |  |  |  |  |  |  |  |
| |                                    |  |  |  |  |  |  |  |  |  |  |  |  |  |  |  |
| |                                    |  |  |  |  |  |  |  |  |  |  |  |  |  |  |  |
| | 24. Miecislao I de Polonia         |  |  |  |  |  |  |  |  |  |  |  |  |  |  |  |
| |                                    |  |  |  |  |  |  |  |  |  |  |  |  |  |  |  |
| |                                    |  |  |  |  |  |  |  |  |  |  |  |  |  |  |  |
| | 12. Boleslao I de Polonia          |  |  |  |  |  |  |  |  |  |  |  |  |  |  |  |
| |                                    |  |  |  |  |  |  |  |  |  |  |  |  |  |  |  |
| |                                    |  |  |  |  |  |  |  |  |  |  |  |  |  |  |  |
| | 25. Dubravka de Bohemia            |  |  |  |  |  |  |  |  |  |  |  |  |  |  |  |
| |                                    |  |  |  |  |  |  |  |  |  |  |  |  |  |  |  |
| |                                    |  |  |  |  |  |  |  |  |  |  |  |  |  |  |  |
| | 6. Miecislao II Lampert de Polonia |  |  |  |  |  |  |  |  |  |  |  |  |  |  |  |
| |                                    |  |  |  |  |  |  |  |  |  |  |  |  |  |  |  |
| |                                    |  |  |  |  |  |  |  |  |  |  |  |  |  |  |  |
| | 26. Dobromir                       |  |  |  |  |  |  |  |  |  |  |  |  |  |  |  |
| |                                    |  |  |  |  |  |  |  |  |  |  |  |  |  |  |  |
| |                                    |  |  |  |  |  |  |  |  |  |  |  |  |  |  |  |
| | 13. Emnilda                        |  |  |  |  |  |  |  |  |  |  |  |  |  |  |  |
| |                                    |  |  |  |  |  |  |  |  |  |  |  |  |  |  |  |
| |                                    |  |  |  |  |  |  |  |  |  |  |  |  |  |  |  |
| | 3. Riquilda de Polonia             |  |  |  |  |  |  |  |  |  |  |  |  |  |  |  |
| |                                    |  |  |  |  |  |  |  |  |  |  |  |  |  |  |  |
| |                                    |  |  |  |  |  |  |  |  |  |  |  |  |  |  |  |
| | 14. Ezzo de Lotaringia             |  |  |  |  |  |  |  |  |  |  |  |  |  |  |  |
| |                                    |  |  |  |  |  |  |  |  |  |  |  |  |  |  |  |
| |                                    |  |  |  |  |  |  |  |  |  |  |  |  |  |  |  |
| | 7. Riquilda de Lotaringia          |  |  |  |  |  |  |  |  |  |  |  |  |  |  |  |
| |                                    |  |  |  |  |  |  |  |  |  |  |  |  |  |  |  |
| |                                    |  |  |  |  |  |  |  |  |  |  |  |  |  |  |  |
| | 30. Otón II                        |  |  |  |  |  |  |  |  |  |  |  |  |  |  |  |
| |                                    |  |  |  |  |  |  |  |  |  |  |  |  |  |  |  |
| |                                    |  |  |  |  |  |  |  |  |  |  |  |  |  |  |  |
| | 15. Matilde de Lotaringia          |  |  |  |  |  |  |  |  |  |  |  |  |  |  |  |
| |                                    |  |  |  |  |  |  |  |  |  |  |  |  |  |  |  |
| |                                    |  |  |  |  |  |  |  |  |  |  |  |  |  |  |  |
| | 31. Teofania Skleraina             |  |  |  |  |  |  |  |  |  |  |  |  |  |  |  |
| |                                    |  |  |  |  |  |  |  |  |  |  |  |  |  |  |  |
| |                                    |  |  |  |  |  |  |  |  |  |  |  |  |  |  |  |

## Legado

### Consolidación de la monarquía cristiana

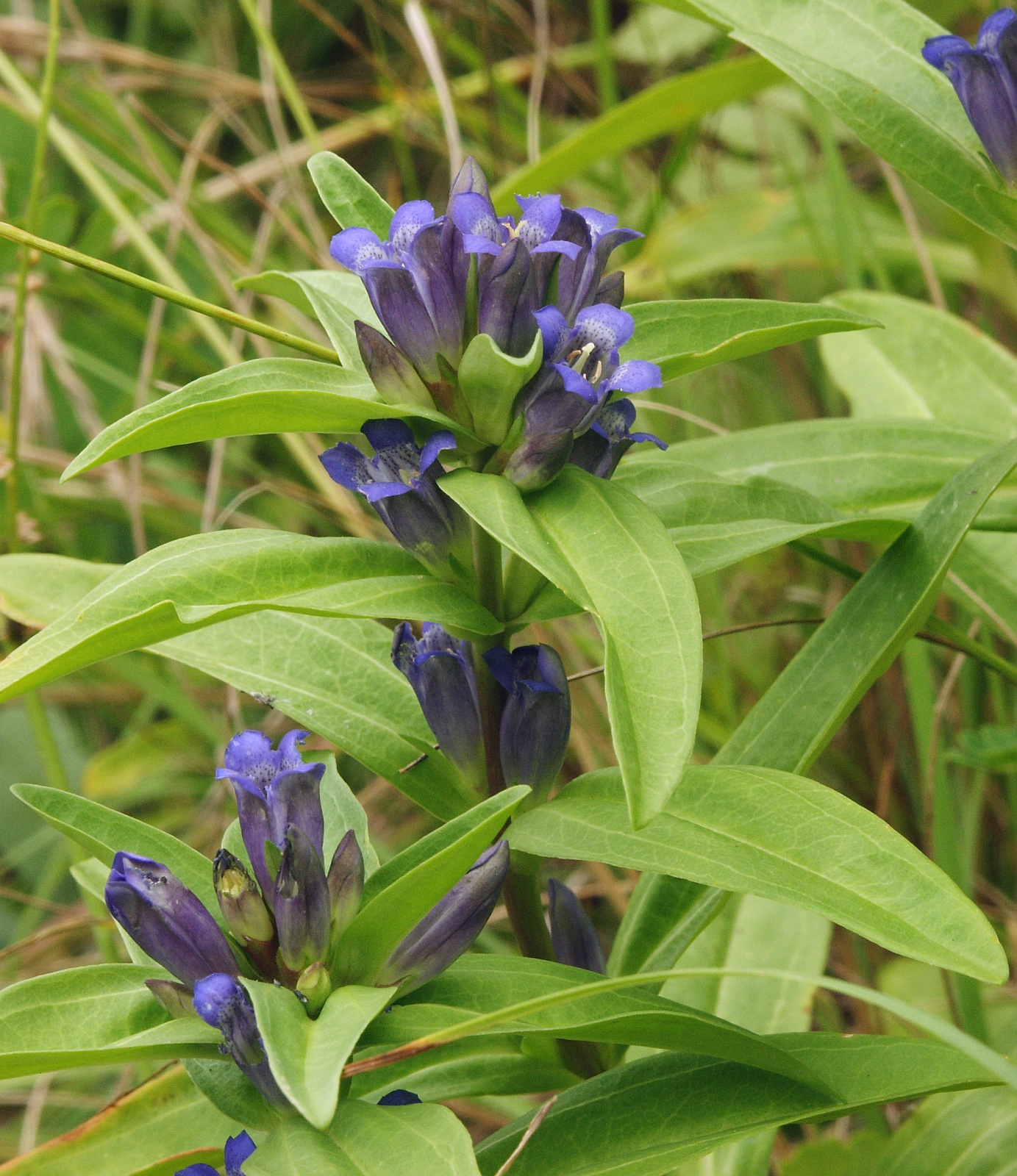
Gentiana cruciata (genciana cruzada), conocida tradicionalmente en Hungría como «la hierba de san Ladislao» (Szent László füve).

Durante siglos, hagiógrafos e historiadores han destacado el papel prominente de Ladislao en la consolidación de la monarquía cristiana. Las crónicas también subrayaban su idōneitās (aptitud personal) para reinar, porque la legitimidad de su reinado fue cuestionada. La Crónica iluminada afirma claramente que Ladislao sabía que «el derecho de ley [sucesión] entre él y [Salomón] no estaba de su parte[,] sino solo la fuerza de los hechos».
Después de las victorias de Ladislao sobre los pechenegos y cumanos, los pueblos nómadas de las estepas pónticas dejaron de invadir Hungría hasta la invasión mongola de 1241. Kristó sugirió que el pueblo székely —una comunidad de guerreros húngaros— comenzó a colonizar las fronteras más orientales bajo el control de Ladislao. La «asociación histórica del Reino de Hungría y Croacia» —que terminó en 1918— inició con la conquista de Croacia por parte de Ladislao. Su invasión marcó el comienzo de un período de expansión húngara que aseguró que el reino se convirtiera en una importante potencia centroeuropea durante los siglos siguientes. Se convirtió en un rito habitual para un rey húngaro recién coronado hacer una peregrinación al santuario de Ladislao en Várad. Luis I hizo muchos intentos de expandir su territorio en la península balcánica porque mostró un especial respeto por las acciones de Ladislao.

Hungría nunca había tenido [a alguien] tan grande como rey, por lo que la reputación

Y la tierra después de aquella época nunca dio tanto y espléndido fruto.
Los hechos de los príncipes de los polacos (Gesta principum Polonorum) por el «Galo Anónimo». 

### Veneración

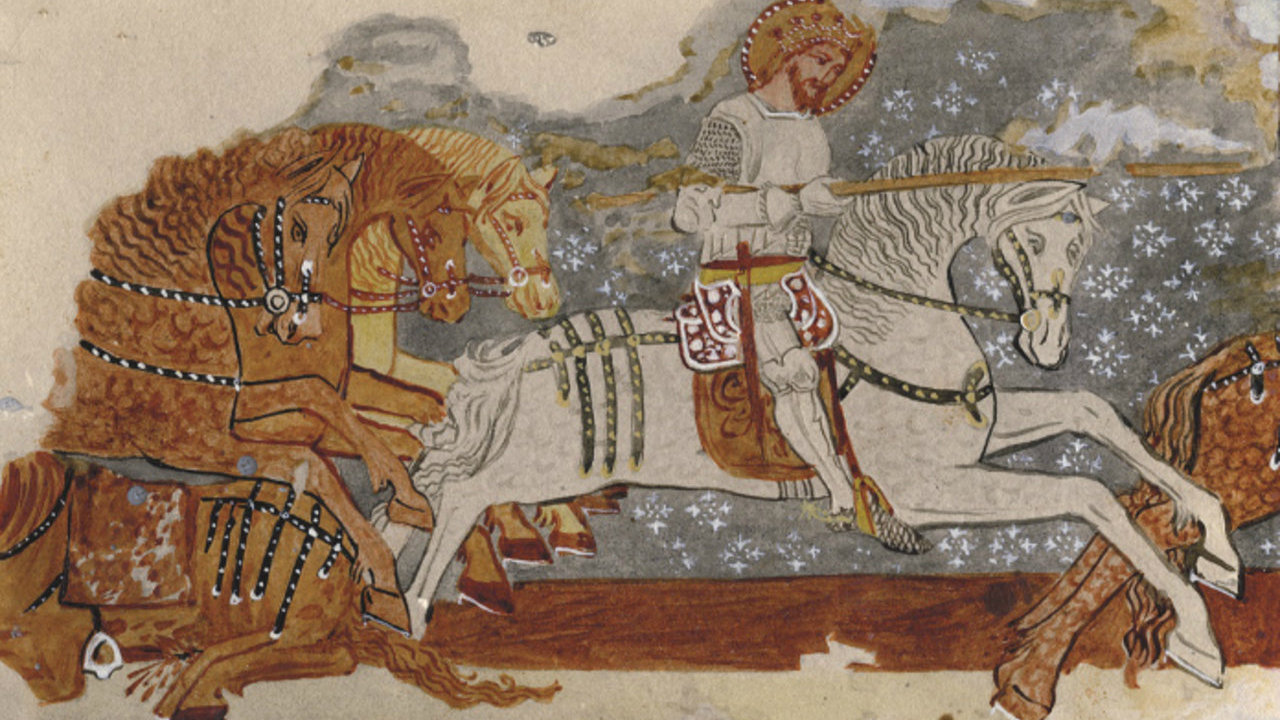
Ilustración del duelo del duque Ladislao contra el «cumano», según las crónicas húngaras.

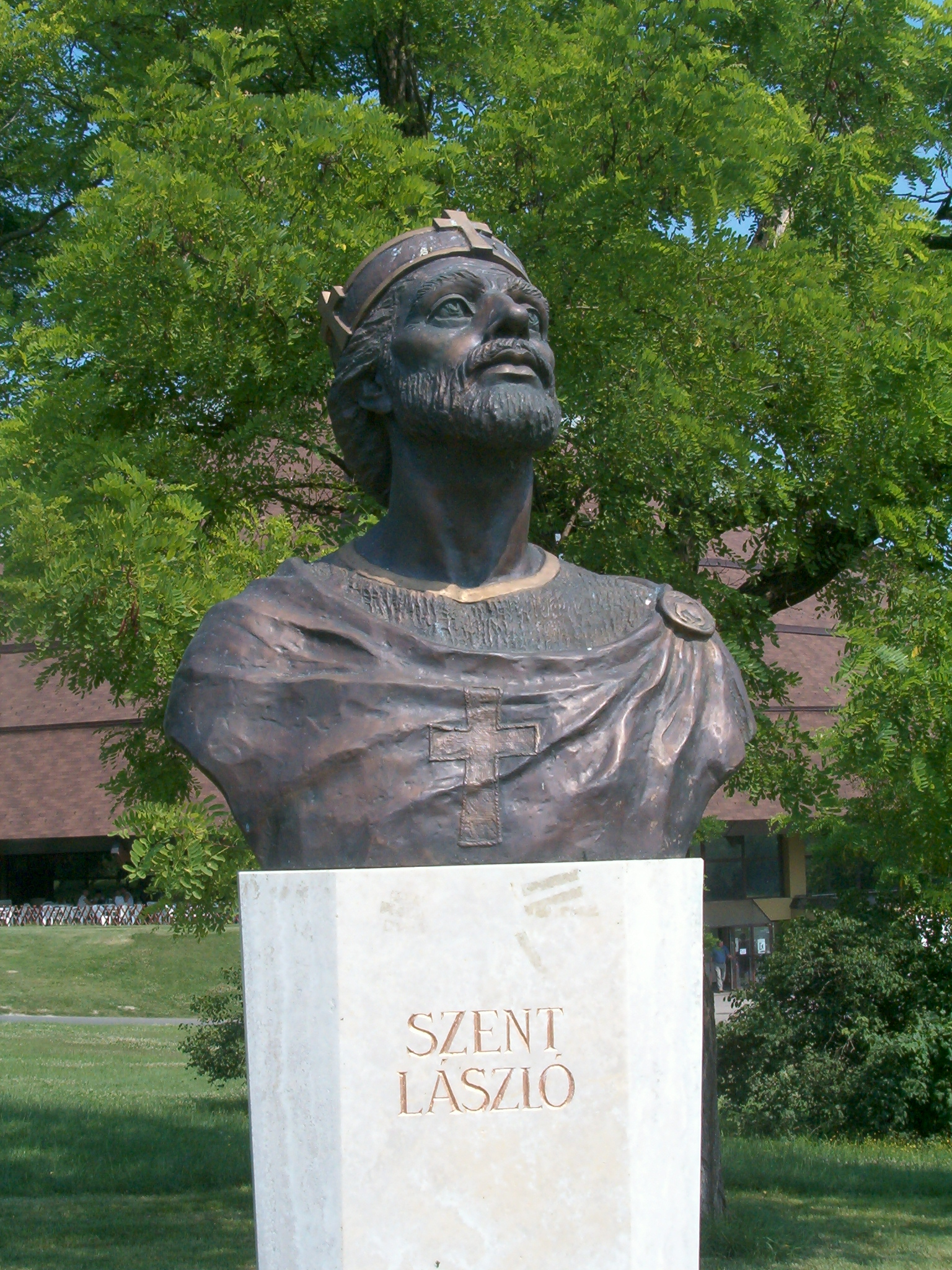
Efigie de Szent László

Gábor Klaniczay señaló que Ladislao «parecía expresamente diseñado a personificar el ideal de rey-caballero» de su época. Durante el reinado de Colomán «el Sabio» —sucesor de Ladislao—, el obispo Arduino (Hartvik) dijo que el «carácter [de Ladislao] se distinguía por la respetabilidad de la moral y resaltaba por el esplendor de sus virtudes». La llamada Gesta Ladislai regis (Los hechos del rey Ladislao) es una colección de textos sobre la vida y el reinado de Ladislao conservados en las crónicas húngaras del siglo XIV y fueron escritas en la época de Colomán. Cinco acontecimientos significativos de la vida de Ladislao —no incluidos en su leyenda oficial— se conservaban en la Gesta.
La historia más popular describe un duelo entre Ladislao y un guerrero «cumano» después de la batalla de Kerlés (cerca de la villa de Chiraleș en Lechința, Rumania) en 1068. En el enfrentamiento, los ejércitos unidos de Salomón, Geza y Ladislao derrotaron a un grupo de pechenegos o turcos oğuz que saqueaban las zonas orientales del reino. De acuerdo con la versión registrada en la Crónica iluminada, Ladislao vio a un guerrero pagano huyendo del campo de batalla con una doncella húngara cautiva y decidió perseguir al «cumano», pero no pudo detenerlo. Según el propio testimonio de Ladislao, la doncella lanzó al guerrero de su caballo y permitió que Ladislao matara al "Cuman" después de una larga duelo en el campo. El arqueólogo Gyula László mencionó que los murales que representan esta leyenda en las iglesias medievales preservaron elementos de mitos paganos, como una «contienda entre las fuerzas de la luz y la oscuridad».

[El] bendito duque Ladislao vio a uno de los paganos que llevaba en su caballo a una bella húngara. El santo duque Ladislao pensó que era la hija del obispo de Warad y, aunque estaba seriamente limitado, lo persiguió rápidamente en su caballo, [a] quien llamó por el nombre de Zug. Cuando lo alcanzó y quiso alancearlo, no pudo hacerlo, pues ni su propio caballo podía ir más rápido ni el caballo del otro cedía terreno, pero se mantenía una distancia del brazo de un hombre entre su lanza y la espalda del c[u]mano. Entonces, el santo duque Ladislao gritó a la muchacha y dijo: «Hermana justa, toma el c[u]mano por su cinturón y tíralo a tierra». Lo hizo; y el santo duque Ladislao estaba a punto de alancerlo [en] el suelo, porque quería matarlo. Pero la muchacha le suplicó firmemente que no lo matara [...  y que] dejara ir. Por lo que se ve, no hay fe en las mujeres; porque probablemente fue por el fuerte amor carnal que [hizo que] ella desea[ra su] libertad. Pero después de haber luchado durante mucho tiempo contra él y sin asistencia [de sus compañeros], el santo duque lo mató. No obstante, la muchacho no era hija del obispo.
Crónica iluminada. 

Durante el reinado de Esteban II, el santuario de Ladislao en la catedral de Várad se convirtió en un lugar preferido para los «juicios de Dios». Sin embargo, no se puede determinar si Ladislao fue objeto de veneración poco después de su muerte o si el culto surgió después de haber sido santificado por Bela III el 27 de junio de 1192. Bela III había vivido en la corte bizantina, donde la hija de Ladislao —Irene— era venerada como santa.

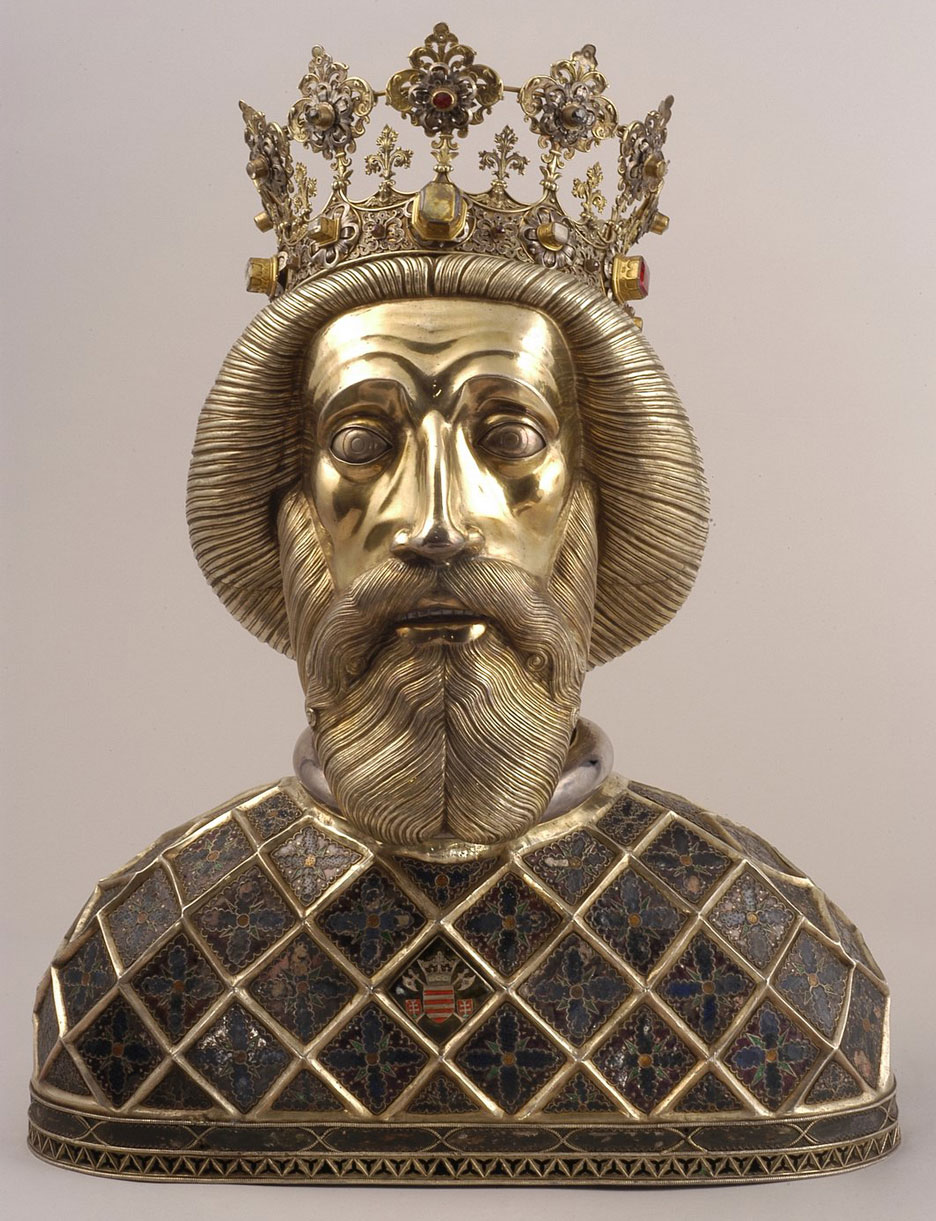
Relicario con huesos de Ladislao en la catedral de Győr.

De acuerdo con Tomás el archidiácono, el papa Inocencio III declaró que Ladislao «debía estar inscrito en el catálogo de los santos», pero su informe no es confiable debido a que Celestino III era el romano pontífice en ese momento. Las bulas y cartas de Celestino III no hacen referencia a la canonización de Ladislao, lo que implica que fue una canonización no autorizada por la Santa Sede. El cronista casi contemporáneo Váradi Regestrum («registrador de Oradea») escribió que un siervo llamado «Tekus, hijo del artesano Dénes» abrió la tumba de Ladislao al principio de la ceremonia, acto por el que las autoridades lo liberaron de la servidumbre. Partes de la cabeza y mano derecha fueron cortadas para que pudieran ser distribuidas como reliquias. El relicario de plata del siglo XV que contiene la cabeza de Ladislao se muestra en la catedral de Győr.
La leyenda oficial de Ladislao fue compilada después de 1204 y le atribuye una serie de eventos milagrosos. Según uno de ellos, una pestilencia se extendió por el reino en la época de Ladislao y el monarca oró por una cura; seguido a esto, disparó al azar una flecha al aire, la cual cayó sobre una hierba que sirvió de medicina contra la enfermedad. Esta planta fue conocida como la «hierba de san Ladislao» en Hungría.
Ladislao es un santo patrón de Hungría, especialmente en los condados fronterizos. En particular, los soldados y el pueblo székely lo veneran. Una leyenda medieval tardía dice que Ladislao apareció al frente de un ejército székely que combatía y perseguía una banda de saqueadores tártaros en 1345. También es clamado en tiempos de pestilencia y representado como hombre maduro y barbudo con una corona real y que sostiene una espada larga o un pendón. También se le representa de rodillas ante un ciervo o en compañía de dos ángeles.